# 1 E7 m
1 E7 mは、107 m - 108 m（1万 km - 10万 km）の長さのリスト。
- 107 m（1万 km） 未満

| 値        | 説明                                                                                |
| --------- | ----------------------------------------------------------------------------------- |
| 10,000 km | 10 メガメートル (Mm)                                                                |
| 10,000 km | 6,215 マイル                                                                        |
| 10,000 km | 面積100,000,000 km²の正方形の一辺                                                   |
| 10,000 km | 面積314,159,265 km²の円の半径                                                       |
| 10,000 km | 地球の赤道から北極点までの子午線弧長（元々のメートルの定義の基礎）                  |
| 10,000 km | 地球の外気圏の外側のおおよその高度                                                  |
| 10,855 km | 東京 - ニューヨーク間の測地線長                                                     |
| 12,104 km | 金星の赤道直径                                                                      |
| 12,756 km | 地球の赤道直径                                                                      |
| 12,900 km | 流星物質が最も地球に近づいた距離（2004年3月31日、2004 FU162。地球の中心からの距離） |
| 14,000 km | 木星の大赤斑の最も小さい直径                                                        |
| 14,000 km | 日本の高規格幹線道路の総延長（予定）                                                |
| 14,500 km | 中国の海岸線（世界第10位の長さ）                                                    |
| 15,000 km | シリウスBの直径（白色矮星）                                                         |
| 15,134 km | ニュージーランドの海岸線（世界第9位の長さ）                                         |
| 19,924 km | アメリカ合衆国の海岸線（世界第8位の長さ）                                           |
| 19,808 km | JR旅客会社の総営業キロ（2022年時点）                                                |
| 20,710 km | アジアハイウェイ1号線の総延長                                                       |
| 21,925 km | ノルウェーの海岸線（世界第7位の長さ）                                               |
| 25,760 km | オーストラリアの海岸線（世界第6位の長さ）                                           |
| 29,751 km | 日本の海岸線（世界第5位の長さ）                                                     |
| 32,000 km | 渡り鳥の最長移動距離（キョクアジサシやハシボソミズナギドリ）                        |
| 34,770 km | 2029年4月13日に小惑星アポフィスが地球に最接近するときの距離（地球の中心からの距離） |
| 35,786 km | 地球の静止軌道の高度                                                                |
| 36,289 km | フィリピンの海岸線（世界第4位の長さ）                                               |
| 37,653 km | ロシアの海岸線（世界第3位の長さ）                                                   |
| 40,005 km | 地球の経線の長さ                                                                    |
| 40,075 km | 地球の赤道の全周                                                                    |
| 40,000 km | フィンランドの海岸線（島を含む）                                                    |
| 49,528 km | 海王星の赤道直径                                                                    |
| 54,716 km | インドネシアの海岸線（世界第2位の長さ）                                             |
| 51,118 km | 天王星の赤道直径                                                                    |
| 60,000 km | 海嶺の総延長                                                                        |
| 64300km   | 天王星からジュリエットまでの平均公転半径                                            |
| 86000 km  | 天王星からパック (衛星)                                                             |

- 108 m（10万 km） 以上